# Cartão private label
Cartão private label ou cartão de crédito de loja é um tipo de cartão de crédito emitido por um varejista e usualmente válido apenas para a realização de compras nos estabelecimentos de propriedade deste varejista. É diferente dos cartões de crédito de uso universal, pois não tem uma bandeira de aceitação universal em todo o comércio, tais como as bandeiras Mastercard, American Express, Visa e Dinners. Por ter uma aceitação limitada a uma única cadeia de varejistas, é cartão direcionado a um público alvo específico e que, na maioria das vezes, já é cliente deste varejista. O cartão Private Label, quando emitido com uma bandeira universal em nome do estabelecimento, passa a ser chamado de Co-branded, e está habilitado a comprar em outras lojas afiliadas pelos adquirentes das bandeiras universais, além daquela a que foi emitido.

## História no Brasil
Seu surgimento no Brasil remonta à década de 1970 com os extintos cartões Mappin e Mesbla, precursores do conceito no Brasil.
De acordo com dados da ABECS (Associação Brasileira das Empresas de Cartões de Crédito e Serviços), existiam em 2006, mais de 115 milhões de cartões de loja Private Label, no Brasil.

## Vantagens de ter o Cartão Private Label em sua Loja
Fidelização
Esta é uma das principais características do cartão private label, pois aumenta a probabilidade do cliente frequentar a sua loja por mais vezes, quer seja para efetuar um pagamento, quer seja para usufruir de outras vantagens oferecidas pelo serviço.
No momento de realizar este controle, é importante ter o auxílio de um sistema de gestão, afinal a mensuração de resultados se dará com muito mais eficácia e assertividade.
Desburocratização
A obtenção do cartão private label é rápida e totalmente desburocratizada. Para ter um, na maioria dos estabelecimentos, basta apresentar CPF e um documento com nome. Não há a necessidade de grandes análises de cadastro. Também são poucas as lojas que exigem comprovantes de residência e de renda.
E mais interessante em se trabalhar com esta modalidade: não é necessário que o cliente tenha conta em banco, o que significa operar num universo de 40% da população.
Aumento certeiro em número de clientes e volume de vendas.
Crédito facilitado
Para o cliente que possui um cartão private label, o fato de não precisar se preocupar com o limite do seu cartão de crédito bandeirado e, muito menos, mexer com seu histórico bancário é uma vantagem, visto que sua loja determinará estes limites e eventuais descontos na compra e isso certamente colabora na relação de seu estabelecimento com o consumidor.
Com o cartão private label ele poderá parcelar as compras, contratar financiamentos com juros e prazos diferenciados e sem a autorização do sistema financeiro. A efetivação de qualquer negócio será entre lojista e cliente.
Parcerias
O cartão private label também permite estabelecer e reforçar parcerias com outros estabelecimentos. Obter vantagens em farmácias e restaurantes, por exemplo, vai depender apenas do credenciamento, desses, ao varejo emissor do cartão. Ganha seu cliente, ganha você.